# Eupelmus puparum
Eupelmus puparum är en stekelart som beskrevs av Newport 1840. Eupelmus puparum ingår i släktet Eupelmus och familjen hoppglanssteklar. Inga underarter finns listade i Catalogue of Life.